# Чернавцы
Черна́вцы (бел. Чарна́ўцы) — деревня в составе Каменского сельсовета Чаусского района Могилёвской области Республики Беларусь.

## История
В 1698 году упоминается как деревня в Бардиловском войтовстве Могилевской экономии Оршанского повета ВКЛ, в которой было 5 пустых волок земли в урочище Плебановщина, ранее принадлежавшем Радомльскому костелу, а ныне переданное монахам-кармелитам, при этом костеле проживающим.

## Население
- 2010 год — 17 человек